# Marcin Wodyński
Marcin Wodyński herbu Kościesza (zm. przed 15 października 1638 roku) – podkomorzy drohicki.
Syn kasztelana podlaskiego Jana, wnuk Mikołaja.
Studiował na Uniwersytecie w Ingolstadt w 1620 roku.